# جز نقش تو در نظر نیامد ما را
رباعی با مطلع «جز نقش تو در نظر نیامد ما را» اولین رباعی از دیوان حافظ در تصحیح محمد قزوینی و قاسم غنی است.
| جز نقش تو در نظر نیامد ما را     |  | جز کوی تو رهگذر نیامد ما را |
| خواب ارچه خوش آمد همه را در عهدت |  | حقّا که بچشم در نیامد ما را  |